# Moed en Kommer
Moed en Kommer is een voormalige koffie- en katoenplantage aan de Warappakreek in het stroomgebied van de Commewijne in de kolonie Suriname. In het Surinaams werd de plantage ook wel Korku genoemd, naar de eigenaresse Kurk.

## Locatie
Moed en Kommer was gelegen aan het Warappakanaal (Warapperkanaal) links in het afvaren; grenzend stroomopwaarts aan de koffie- en katoenplantage Badenstein, stroomafwaarts aan koffieplantage Anna's Zorg. 

## Producten
In 1819 was de plantage 500 Surinaamse akkers groot, ongeveer 215 hectare.  Er werd zowel koffie als katoen verbouwd. Soms alleen koffie, dan weer alleen katoen. In 1858 bedroeg het areaal 750 akkers en werd alleen katoen verbouwd. 
In 1874, dus na de emancipatie, kende Moed en Kommer een aanzienlijke veestapel. In 1881 werd de grond publiek geveild. In 1910 stond het terrein - nog onder dezelfde plantagenaam - te koop als kweek- en vischgrond.

## Eigendomssituaties
(naar jaar)
- 1793: Joh. Erpel
- 1819: H. van Alphen
- 1827: G.E.G. van Alphen, geboren Kurk
- 1858: P.J. en T.J. Kerkhoven
- 1863: Friedrich Fomm. Deze was naast plantagedirecteur ook 2e luitenant van de 'gewapende burgermagt divisie Beneden-Cottica'.

## Emancipatie
Bij de afschaffing van de slavernij in Suriname in 1863 werden op Moed en Kommer 107 slaven vrijgemaakt, waarbij 35 nieuwe familienamen werden geboekstaafd, te weten: Amst, de Berg, Dewald, Draken, Eijk, Fletter, Gellert, Gom, Gravesand, Hilgo, Houwen, Kepler, van der Lek, Moed, Muijden, Nispen, Oldenband, Paf, Pennink, Poortmans, Schimmel, Sevenaar, Soeterwoud, Steiger, Straalkamp, Taats, Vismale, Visscher, Voorthuis, Wachter, Wallenstein, Wand, Wiggers, Wijnberg en Zuylen